# Verdandi
Verdandi of  Verðandi is een van de Nornen. Dit zijn noodlotsgodinnen uit de Noordse mythologie. Zij zou onder de schikgodinnen het heden vertegenwoordigen.